# Francisco Gabica
Francisco Gabicagogeascoa Ibarra, meglio noto come Francisco Gabica (Ispaster, 31 dicembre 1937 – Lekeitio, 7 luglio 2014), è stato un ciclista su strada spagnolo.
Professionista dal 1961 al 1972, vinse la Vuelta a España 1966.

## Carriera
Gabica passò professionista con la KAS nel 1961 e subito si mise in luce arrivando secondo al Tour de l'Avenir e trentesimo alla Vuelta a España. Nel 1963 partecipò per la prima volta al Tour de France, che concluse quattordicesimo. Nelle due stagioni successive colse altri piazzamenti alla Vuelta e al Tour. Vinse la Vuelta nel 1966, anno nel quale ottenne diversi piazzamenti in altre corse di primo piano. L'anno dopo preferì puntare al Giro d'Italia, dove si classificò ottavo e vinse una tappa.
Nel 1968 si trasferì alla Fagor, con la quale confermò l'ottavo posto al Giro e si aggiudicò la classifica scalatori alla Vuelta. Tornò alla KAS nel 1970, ma non riuscì più ad esprimersi ad alti livelli e nel 1972 pose fine alla sua carriera.

## Palmarès
- 1961

5ª tappa Euskal Bizikleta
- 1962

Klasika Primavera
- 1963

4ª tappa Gran Premio de Torrelavega
- 1964

7ª tappa Critérium du Dauphiné Libéré
3ª tappa, 2ª semitappa Volta Ciclista a Catalunya (cronometro)
Campeonato Vasco Navarro de Montaña
- 1965

1ª tappa Volta Ciclista a Catalunya
5ª tappa, 1ª semitappa Volta Ciclista a Catalunya (cronometro)
2ª tappa Vuelta a Levante
6ª tappa Vuelta a Levante
Gran Premio Zumaia
- 1966

15ª tappa, 1ª semitappa Vuelta a España (Vitoria > Haro, cronometro)
Classifica generale Vuelta a España
1ª tappa Critérium du Dauphiné Libéré
- 1967

17ª tappa Giro d'Italia (Verona > Vicenza)
Campionato spagnolo delle regioni
- 1968

7ª tappa Volta Ciclista a Catalunya
- 1970

Prueba Villafranca de Ordizia

### Altri successi
- 1968

Classifica scalatori Vuelta a España

## Piazzamenti

### Grandi Giri
- Tour de France

1963: 14º
1964: 13º
1965: 10º
1966: 7º
1969: 24º
1970: 23º
- Giro d'Italia

1967: 8º
1968: 8º
1971: 33º
- Vuelta a España

1961: 30º
1962: 5º
1963: 5º
1964: 9º
1965: 6º
1966: vincitore
1967: ritirato
1968: 13º
1969: 16º
1970: 22º
1971: 35º

### Classiche monumento
- Milano-Sanremo

1963: 59º
1970: 92º
- Giro di Lombardia

1962: 47º
1964: 32º

### Competizioni mondiali
- Campionato del mondo

Sallanches 1964 - In linea: 22º
San Sebastián 1965 - In linea: 9º
Heerlen 1967 - In linea: 33º